# Hubert de Givenchy
Comte Hubert James Marcel Taffin de Givenchy, född 20 februari 1927 i Beauvais i Oise, död 10 mars 2018 i Neuilly-sur-Seine nära Paris, var en fransk modedesigner, konstsamlare och aristokrat som grundade sitt modehus Givenchy i Paris på Rue Alfred de Vigny 1952. Modehuset flyttade senare till Avenue George V, där det finns än idag.

## Biografi
Hubert de Givenchy föddes i en gammal adelsfamilj med venetianska rötter. Familjen adlades 1713 . Hans äldre bror Jean-Claude Taffin de Givenchy (1925–2009) ärvde adelstiteln markis från fadern som gick bort 1930. Familjen ägde gobelängfabrikerna Manufactures des Gobelins på avenue des Gobelins i Paris och i Beauvais, där familjen också var bosatt. 
Tack vare familjens välstånd kunde Hubert de Givenchy öppna eget modehus efter att ha varit lärling hos Jacques Fath, Robert Piguet, Lucien Lelong och Elsa Schiaparelli. Redan första kollektionen gjorde succé, tack vare hans unika stil och PR-arbetet som hans vän Bettina Grazini stod bakom. Grazini kom att bli hans sekreterare under många år och skötte företagets ansiktet utåt. Han uppkallade även separat blus i hennes ära, Bettinablusen. Givenchys bror, Jean-Claude blev chef för parfymtillverkningen.  
Givenchy är känd för att ha utformat en stor del av den personliga och yrkesmässiga garderoben för Audrey Hepburn som också blev hans musa och som spred hans namn genom sina filmer och i modetidningar som Vogue och Harper's Bazaar. Givenchys mentor var den spanske modeskaparen Cristóbal Balenciaga. När Balenciaga stängde sitt modehus 1968 rekommenderade han sina kunder att klä sig hos Givenchy som fanns på andra sidan gatan.

## Känd kundkrets
Under 1950-talet och 1960-talet kom han att klä de mest chica och glamorösa kvinnorna i världen som Jacqueline Kennedy Onassis, Frederica von Stade, grevinnan Mona von Bismarck (gift med inredningsarkitekten Albrecht von Bismarck-Schönhausen, sonson till Otto von Bismarck), hertiginnan (Wallis Simpson) av Windsor, Gloria Guinness, Dolorés Guinness, Babe Paley, grevinnan Jacqueline de Ribes,  baronessan Gabrielle Van Zuylen, Jayne Wrigtsman, Marella Agnelli, Rachel (Bunny) Mellon, baronessan Pauline de Rothschild, Greta Garbo, Lauren Bacall, Grace Kelly, Ingrid Bergman, prinsessan Lee Radziwiłł, Audrey Hepburn och kejsarinnan Farah Pahlavi. Ofta fanns även dessa kvinnor på bäst klädda listorna världen över.

## Inredning
Givenchy formgav även inredningen till Fords bilmärke Mercury 1976 och inredningen till hotell Hilton i Bryssel 1977. År 1991 hölls en retrospektiv utställning på Musée de la Mode et du Costume Palais Galliera i Paris över hans 40-åriga karriär.
Givenchy pensionerade sig 1995 från sitt modehus efter 43 år i branschen.

## Konstsamlare
Hubert de Givenchy var även en stor konstsamlare med verk av Diego Giacometti (1902–1985), Georges Braque och Nicolas de Staël i sin samling. En stor del av hans privata samling i Paris av möbler i Ludvig XIV (barock), Ludvig XV (rokoko) och Ludvig XVI:s stil såldes hos Christie's i Monaco den 20 december 1993.
Givenchy ägde tre hem. Ett hôtel particulier, Hôtel d'Orrouer, från 1700-talets första hälft i Paris, slottet Château du Jonchet från 1600-talets första hälft i Eure-et-Loir och en liten villa Clos Fiorentina på Saint-Jean-Cap-Ferrat, som tidigare ägts av konstsamlarna Pierre (1914–1986) och São Schlumberger (1929–2007).
Givenchy skrev ett flertal förord till biografier om sina vänner, bland dem Audrey Hepburn (1929–1993), Mona von Bismarck (1897–1983), Cristóbal Balenciaga (1895–1972), Henry Clarke (1918–1996) och Victor Skrebneski (1929–2020) samt till en bok om kineserier i inredning.

## Priser och utmärkelser
- Tiberio d'Oro (1969)
- Utsågs till en av världens bäst klädda män (1969)
- Upptogs permanent på listan över bäst klädda män (1970)[11]
- Dé d'Or (modets motsvarighet till Oscar) (1978)
- Givenchy fick sin andra Dé d'Or (1982)
- Mottog Chevalier de la Legion d'Honneur (1983)
- Mottog en Élégance Oscar på L'Opéra Garnier (1985)
- Mottog medaljen l’ordre des Arts et des Lettres av Jacques Chirac (1992)

## Filmer med kläder skapade av Givenchy
(Titlarna angivna på originalspråk.)
- Sabrina med Audrey Hepburn, Humphrey Bogart och William Holden (1954)
- Oasis med Michéle Morgan (1955)
- Les Mauvaises med Anouk Aimée (1955)
- Funny Face med Audrey Hepburn och Fred Astaire. Oscarnominerad för bästa kostym (1957)
- Une Manche et la belle med Mylène Demongeot (1957)
- Love In The Afternoon med Audrey Hepburn och Gary Cooper (1957)
- Bonjour tristesse med Jean Seberg, Juliette Gréco och Deborah Kerr (1958)
- Once More, with Feeling med Kay Kendall (1959)
- Crack In The Mirror med Juliette Gréco (1960)
- La Vérite med Brigitte Bardot (1960)
- Breakfast at Tiffany's med Audrey Hepburn (1961)
- Charade med Audrey Hepburn och Cary Grant (1963)
- The V.I.P.s med Elizabeth Taylor (1963)
- La Baie de Anges med Jeanne Moreau (1963)
- Paris When it Sizzles med Audrey Hepburn och Marlene Dietrich (1964)
- How To Steal A Million med Audrey Hepburn och Peter O'Toole (1965)
- Les Ogresses med Claudia Cardinale (1967)
- Bloodline med Audrey Hepburn (1979)
- Love Among Thieves (TV-serie) med Audrey Hepburn (1987)

## Bildgalleri

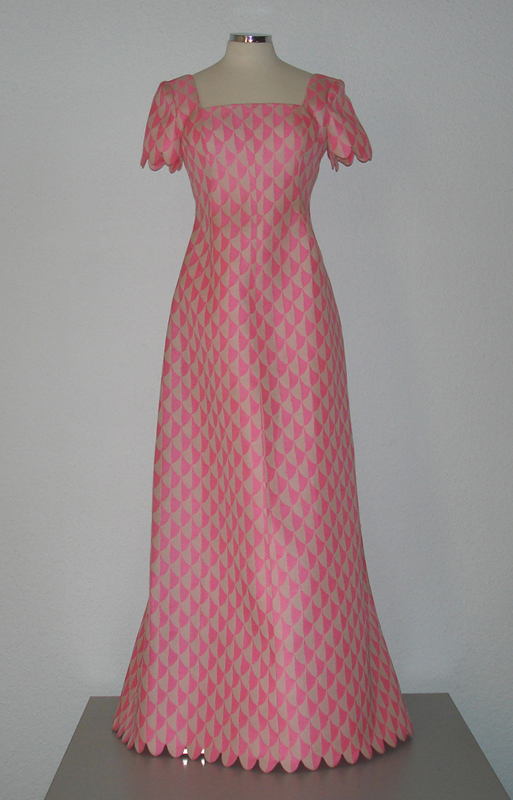
Aftonklänning från 1960-talet.
Kort svart klänning som bars av Audrey Hepburn i Frukost på Tiffany's.
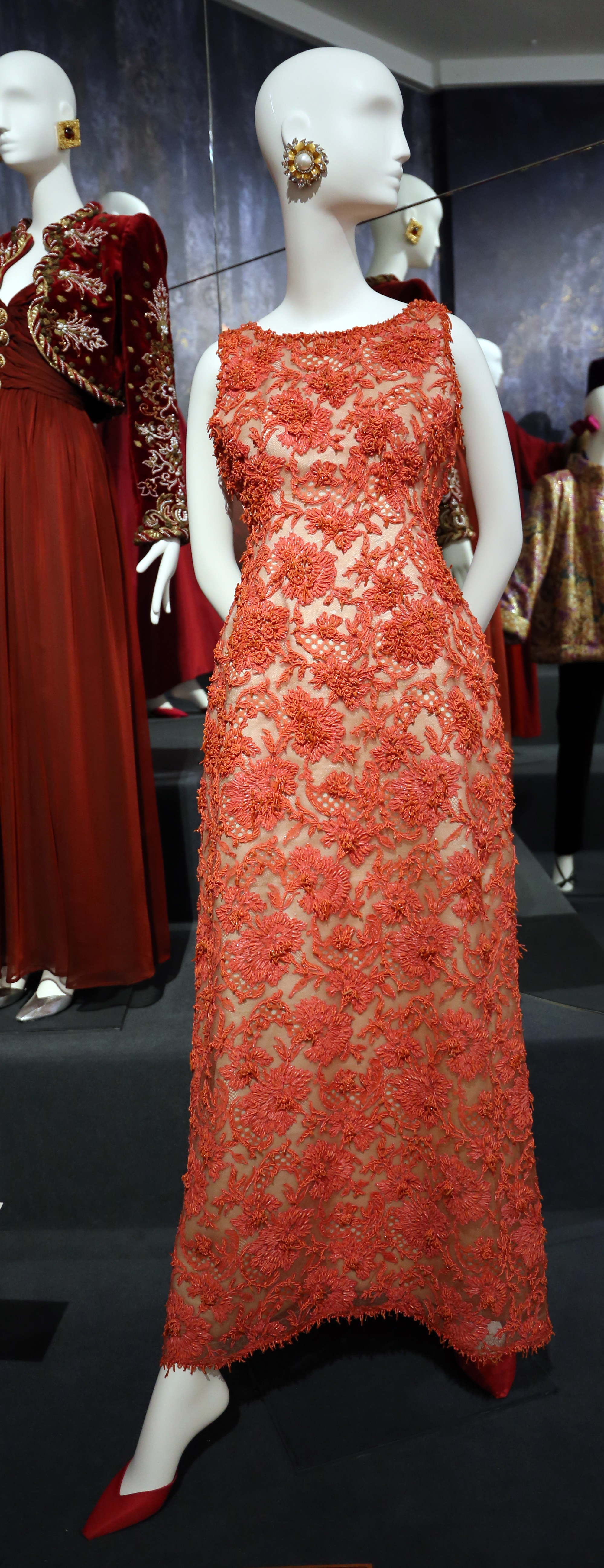
Aftonklänning från 1964.
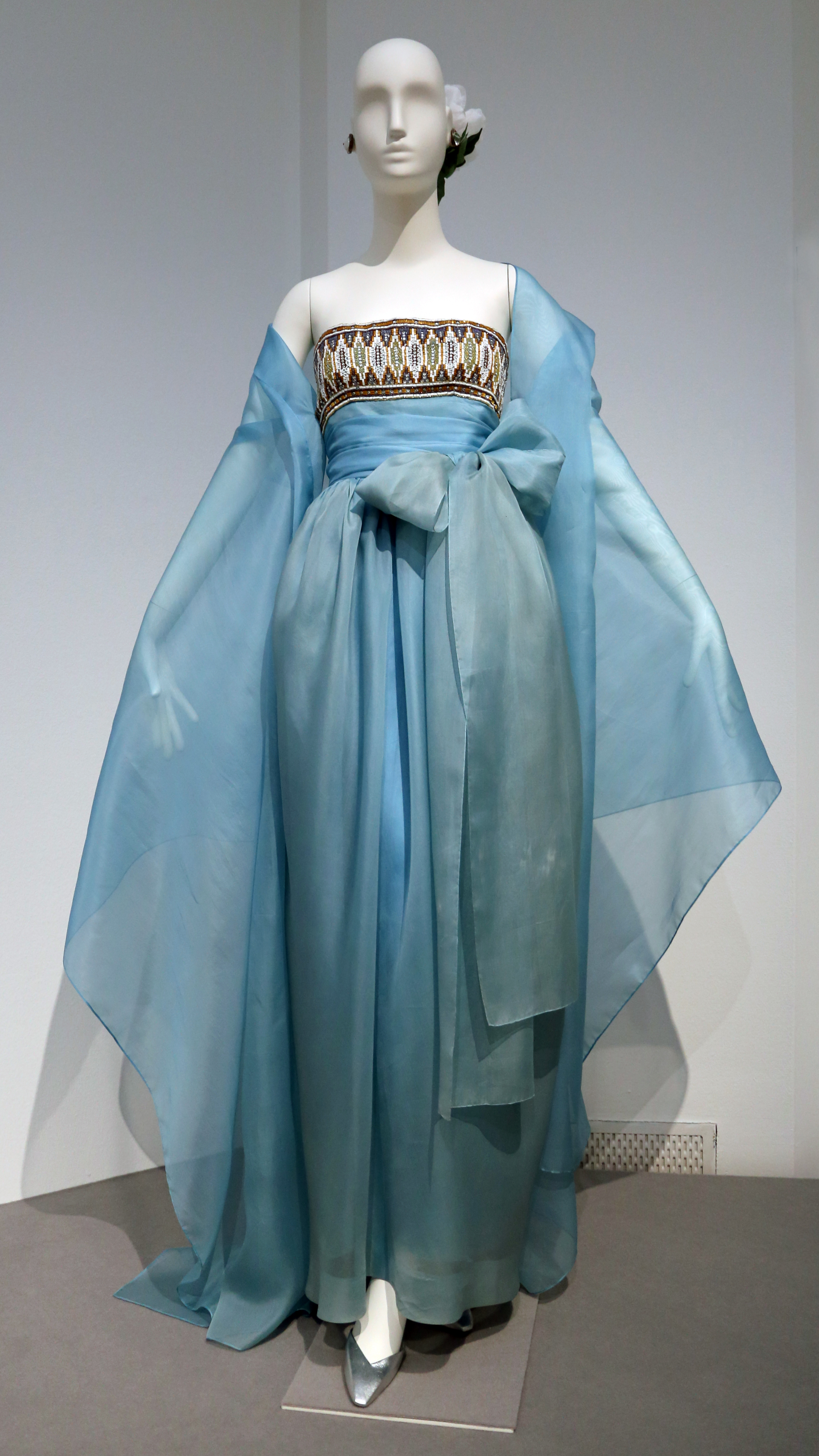
Aftonklänning.
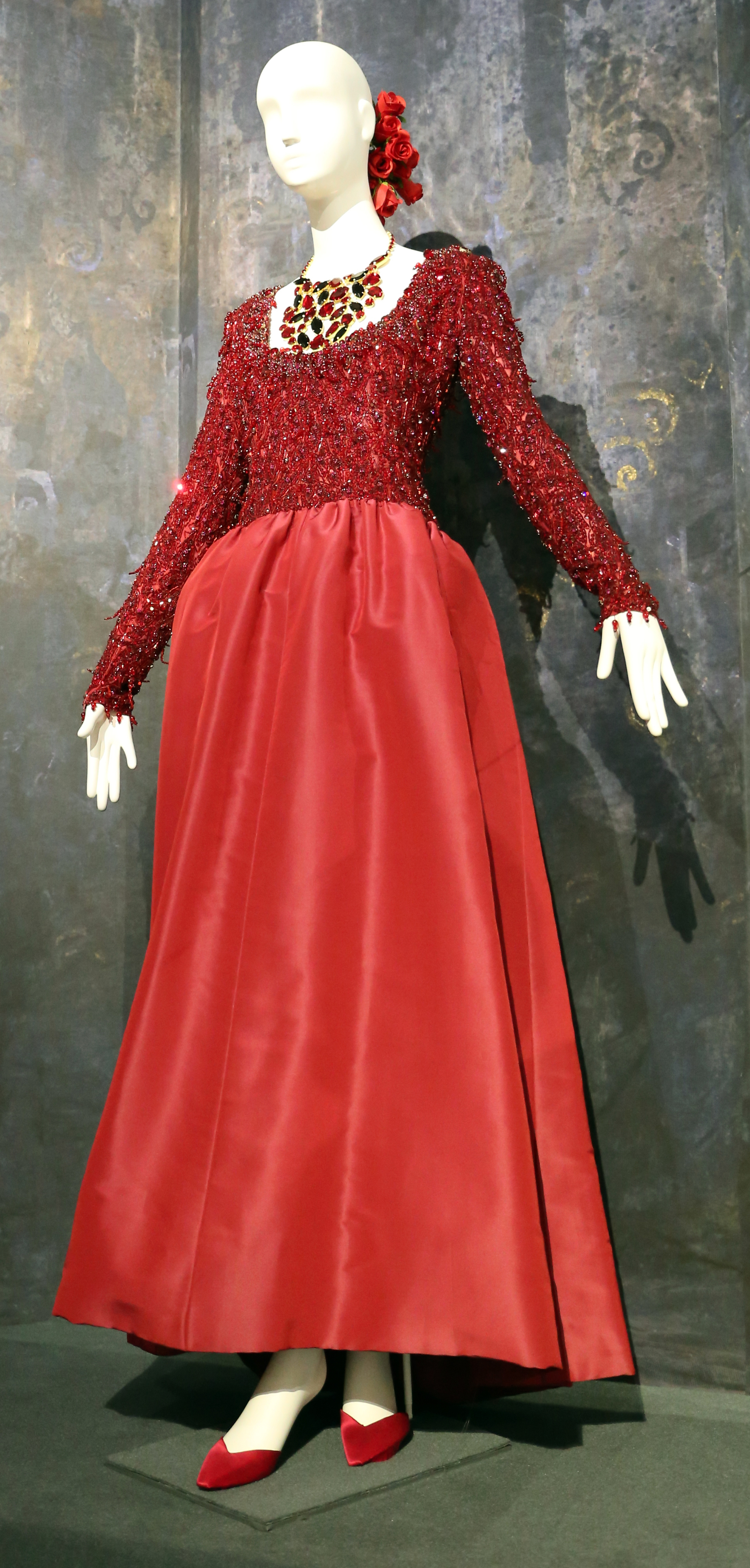
Aftonklänning.